# Камило (футболист)
Камило Рейджерс де Оливейра (порт. Camilo Reijers de Oliveira; род. 23 февраля 1999, Можи-Мирин, Сан-Паулу) — бразильский футболист, полузащитник клуба «Гремио».

## Клубная карьера
Камило — воспитанник клубов «Спорт Баруери» и «Понте-Прета». 18 мая 2019 года в матче против «Операрио Ферровиарио» он дебютировал в бразильской Серии B в составе последних. 2 июня в поединке против «Куябы» Оливейра забил свой первый гол за «Понта-Прета». В начале 2020 года Камило перешёл во французский «Лион», где для получения игровой практики начал выступать за дублирующий состав. Сумма трансфера составила 1,9 млн. евро. В начале 2021 года Камило на правах аренды перешёл в «Куябу». 30 мая в матче против «Жувентуде» он дебютировал в бразильской Серии A. В январе 2023 был арендован бельгийским клубом «РВД Моленбек» до конца сезона 2022/23. 26 февраля в матче против «Льерса» он дебютировал в Челленджер Про Лига.
В августе 2023 года перешёл в российский «Ахмат», подписав соглашение до конца чемпионата 2025/26. 14 августа в матче против «Пари Нижний Новгород» он дебютировал в РПЛ. 20 августа в поединке против «Оренбурга» игрок забил свой первый гол за «Ахмат».